# مقاطعة غلاسير (مونتانا)
مقاطعة غلاسير (بالإنجليزية: Glacier County)‏ هي إحدى مقاطعات ولاية مونتانا في الولايات المتحدة الأمريكية.